# Debila
Debila (em árabe: اﻟﺪﺑﻴﻠﺔ) é uma cidade e comuna, e a capital do distrito de Debila, na província de El Oued, Argélia. Segundo o censo de 2008, a população total da cidade era de 25 158 habitantes.